# IHF Super Globe 2014
Der 8. IHF Super Globe wurde vom 7. bis 12. September 2014 in Doha (Katar) ausgetragen. Der FC Barcelona gewann das Turnier im Finale gegen den al-Sadd Sports Club.

## Austragungsort
Das Turnier wurde in dem neu errichteten Qatar Handball Association Complex in Doha ausgetragen. Die Turniereröffnung war gleichzeitig die Eröffnung der Sporthalle, sowie ein Testlauf für die Handball-Weltmeisterschaft der Männer 2015, die ebenfalls teilweise dort ausgetragen wurde.

## Prämien
Der Sieger des Super Globe gewann 400.000 US-Dollar und der Zweitplatzierte erhielt 250.000 US-Dollar. Der Drittplatzierte erhielt ein Preisgeld von 150.000 US-Dollar. Insgesamt werden 800.000 US-Dollar an Preisgeld von der Internationalen Handballföderation ausgeschüttet.

## Vorrunde

### Gruppe A
| Rang | Team                   | Sp. | S | U | N | T  | GT | Diff. | Pkt. |
| ---- | ---------------------- | --- | - | - | - | -- | -- | ----- | ---- |
| 1.   | SG Flensburg-Handewitt | 3   | 3 | 0 | 0 | 86 | 66 | +20   | 6    |
| 2.   | al-Jaish Sports Club   | 3   | 2 | 0 | 1 | 89 | 79 | +10   | 4    |
| 3.   | Handebol Taubaté       | 3   | 1 | 0 | 2 | 78 | 91 | −13   | 2    |
| 4.   | al-Ahli Sports Club    | 3   | 0 | 0 | 3 | 69 | 86 | −17   | 0    |

| 7. September 2014, So. 15:00 Uhr | 500 Zuschauer Spielbericht   | SG Flensburg-Handewitt Nenadić, Radivojević, Glandorf 5 | 28 : 22 (12 : 9)0 | Handebol Taubaté Migueles 5               |
| 7. September 2014, So. 17:00 Uhr | 2.500 Zuschauer Spielbericht | al-Jaish Sports Club El-Ahmar 9                         | 28 : 23 (10 : 10) | al-Ahli Sports Club Pabán 10              |
| 8. September 2014, Mo. 16:00 Uhr | 1.000 Zuschauer Spielbericht | Handebol Taubaté Teixeira, Andrade, Ribeiro 6           | 27 : 37 (14 : 15) | al-Jaish Sports Club El-Ahmar 9           |
| 8. September 2014, Mo. 20:00 Uhr | 900 Zuschauer Spielbericht   | al-Ahli Sports Club Pabán 8                             | 20 : 29 (13 : 13) | SG Flensburg-Handewitt Blohme, Kaufmann 5 |
| 9. September 2014, Di. 16:00 Uhr | 1.500 Zuschauer Spielbericht | SG Flensburg-Handewitt Eggert 10                        | 29 : 24 (16 : 13) | al-Jaish Sports Club Marković 8           |
| 9. September 2014, Di. 18:00 Uhr | 900 Zuschauer Spielbericht   | Handebol Taubaté Bonfim, Andrade, Ribeiro 6             | 29 : 26 (16 : 12) | al-Ahli Sports Club Pabán 6               |

### Gruppe B
| Rang | Team                        | Sp. | S | U | N | T   | GT | Diff. | Pkt. |
| ---- | --------------------------- | --- | - | - | - | --- | -- | ----- | ---- |
| 1.   | FC Barcelona                | 3   | 3 | 0 | 0 | 105 | 66 | +39   | 6    |
| 2.   | al-Sadd Sports Club         | 3   | 2 | 0 | 1 | 87  | 86 | +01   | 4    |
| 3.   | Espérance Sportive de Tunis | 3   | 1 | 0 | 2 | 81  | 87 | −06   | 2    |
| 4.   | Sydney University HC        | 3   | 0 | 0 | 3 | 61  | 95 | −34   | 0    |

| 7. September 2014, So. 13:00 Uhr | 300 Zuschauer Spielbericht   | Espérance Sportive de Tunis Mrabet, Yahiaoui 6 | 29 : 20 (14 : 5)0 | Sydney University HC Llamazares 4           |
| 7. September 2014, So. 20:15 Uhr | 600 Zuschauer Spielbericht   | FC Barcelona Lazarov, Sigurðsson 6             | 34 : 25 (17 : 12) | al-Sadd Sports Club Tomić, Bannour 5        |
| 8. September 2014, Mo. 14:00 Uhr | 200 Zuschauer Spielbericht   | Sydney University HC Rui 6                     | 18 : 34 (12 : 15) | FC Barcelona Lazarov, Sigurðsson, Saubich 5 |
| 8. September 2014, Mo. 18:00 Uhr | 1.500 Zuschauer Spielbericht | al-Sadd Sports Club Bannour 13                 | 30 : 29 (12 : 15) | Espérance Sportive de Tunis Hammed 6        |
| 9. September 2014, Di. 14:00 Uhr | 300 Zuschauer Spielbericht   | FC Barcelona Tomás 8                           | 37 : 23 (20 : 10) | Espérance Sportive de Tunis Alouini 6       |
| 9. September 2014, Di. 20:00 Uhr | 2.000 Zuschauer Spielbericht | al-Sadd Sports Club Bannour 5                  | 32 : 23 (18 : 13) | Sydney University HC Hessellund 6           |

## Platzierungsspiele

### Playoff Platz 5–8
| 11. September 2014, Do. 14:00 Uhr | 100 Zuschauer Spielbericht | al-Ahli Sports Club Pabán, Stanković 5 | 22 : 38 (10 : 16) | Espérance Sportive de Tunis Bhar 9 |
| 11. September 2014, Do. 16:00 Uhr | 500 Zuschauer Spielbericht | Handebol Taubaté Migueles 5            | 25 : 15 (19 : 14) | Sydney University HC Lennström 3   |

### Spiel um Platz 7
| 12. September 2014, Fr. 13:30 Uhr | 100 Zuschauer Spielbericht | al-Ahli Sports Club Pabán 9 | 25 : 24 (13 : 11) | Sydney University HC Aubard 7 |

### Spiel um Platz 5
| 12. September 2014, Fr. 15:30 Uhr | 1.000 Zuschauer Spielbericht | Espérance Sportive de Tunis Alouini 9 | 32 : 31 (18 : 16) | Handebol Taubaté Silva 9 |

### Spiel um Platz 3
| 12. September 2014, Fr. 17:30 Uhr | 2.500 Zuschauer Spielbericht | SG Flensburg-Handewitt Jakobsson, Radivojević 6 | 27 : 17 (15 : 6)0 | al-Jaish Sports Club Megannem 6 |

## Finalspiele

### Halbfinale
| 11. September 2014, Do. 18:00 Uhr | 2.000 Zuschauer Spielbericht | al-Sadd Sports Club Kević 8 | 27 : 26 (11 : 17) | Flensburg-Handewitt Svan 8   |
| 11. September 2014, Do. 20:15 Uhr | 2.500 Zuschauer Spielbericht | FC Barcelona Sigurðsson 7   | 39 : 29 (19 : 14) | al-Jaish Sports Club Sanaï 7 |

### Finale
| 12. September 2014, Fr. 20:00 Uhr | 3.000 Zuschauer Spielbericht | al-Sadd Sports Club Bannour 6 | 26 : 34 (14 : 16) | FC Barcelona Rutenka, Tomás, Gurbindo 5 |

al-Sadd Sports Club: Slahdji, Al Abdulla – Kenaoui, Ramazan, Al Shammari  (3), Al Ghamdi, Tomić  (1), Omahić  (1), Saïed (3), El Fakharany , Al Bishi (4), al-Sayyad (2), Kević (1/1), Bannour (4/2), Salman  (4), Alkrad
FC Barcelona: de Vargas, Šarić – Lazarov (3/1), Jallouz (1), Saubich, Karabatić  (3), Morros , Rutenka   (4/1), Sigurðsson (4), Gurbindo (5), Ariño, Sarmiento  (3), Sorhaindo (1), Entrerríos  (2), Tomás (5), Nøddesbo (1)

## Abschlussplatzierung
| Rang   | Team                        | Sp. | S | U | N | Tore    | Diff. | Pkt. |
| ------ | --------------------------- | --- | - | - | - | ------- | ----- | ---- |
| Gold   | FC Barcelona                | 5   | 5 | 0 | 0 | 178:121 | +57   | 10   |
| Silber | al-Sadd Sports Club         | 5   | 3 | 0 | 2 | 140:146 | 0−6   | 6    |
| Bronze | SG Flensburg-Handewitt      | 5   | 4 | 0 | 1 | 139:110 | +29   | 8    |
| 04.    | al-Jaish Sports Club        | 5   | 2 | 0 | 3 | 135:145 | −10   | 4    |
| 05.    | Espérance Sportive de Tunis | 5   | 3 | 0 | 2 | 151:140 | +11   | 6    |
| 06.    | Handebol Taubaté            | 5   | 2 | 0 | 3 | 132:138 | 0−6   | 4    |
| 07.    | al-Ahli Sports Club         | 5   | 1 | 0 | 4 | 116:148 | −32   | 2    |
| 08.    | Sydney University HC        | 5   | 0 | 0 | 5 | 100:143 | −43   | 0    |